# Dixon County
Dixon County is een county in de Amerikaanse staat Nebraska.
De county heeft een landoppervlakte van 1.234 km² en telt 6.339 inwoners (volkstelling 2000). De hoofdplaats is Ponca.

## Bevolkingsontwikkeling

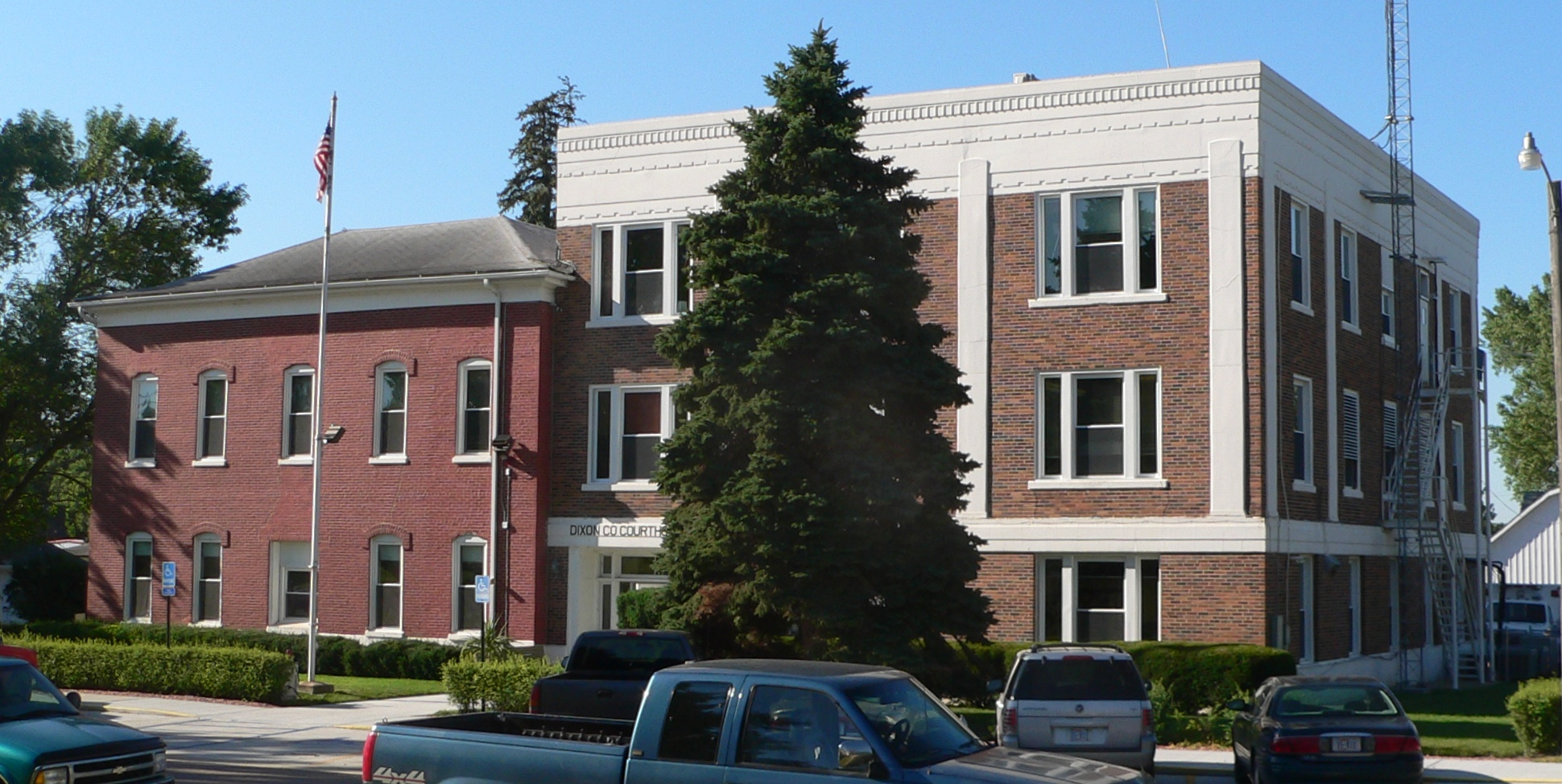
Dixon County Courthouse